# Lomtjärnen (Offerdals socken, Jämtland, 703912-142679)
Lomtjärnen är en sjö i Krokoms kommun i Jämtland och ingår i Indalsälvens huvudavrinningsområde.